# Ludwig von Bourbon (Lüttich)

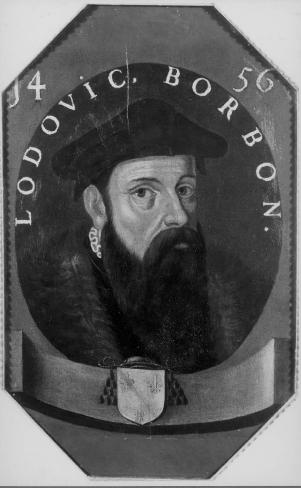
Ludwig von Bourbon (Lüttich)

Ludwig von Bourbon (* 1438; † 30. August 1482 in Lüttich) (frz. Louis de Bourbon) war umstrittener Fürstbischof von Lüttich von 1456 bis 1482. Er war der Sohn von Charles I. de Bourbon (1401–1456), dem Herzog von Bourbon und der Auvergne und Agnes von Burgund (Herzogin von Bourbon), der Tochter von Johann Ohnefurcht.

## Vita
Erzogen wurde der junge Ludwig ab dem siebten Lebensjahr am Hof seines Onkels Philipp III. von Burgund, bekannt auch als Philipp der Gute. Anschließend studierte er an der Universität von Louvain.
Auf Druck von Philipp dem Guten wurde Ludwig 1456 im Alter von 18 Jahren Fürstbischof von Lüttich. Unterstützung kam auch vom Papst Callixtus III. Sein Vorgänger, der 69-jährige Hans von Heinsberg, wurde aus dem Amt gedrängt.
Während seiner Regentschaft kam es zu wiederholten Auseinandersetzungen mit den Bürgern von Lüttich. Das reiche Lüttich lief Gefahr, seine bisherige Unabhängigkeit zu verlieren. Die Herzöge von Burgund bauten ihre Machtposition zwischen Frankreich und dem Deutschen Reich kontinuierlich aus. Lüttich war von burgundischen Territorien beinahe umschlossen. Dabei versuchten das Königreich Frankreich, die Herzöge von Burgund und auch das Deutsche Reich, ihren Einfluss über Lüttich zu sichern.
Die Lütticher vertrieben 1465 ihren Bischof mit Unterstützung des französischen Königs Ludwig XI. von Frankreich, und Ludwig floh nach Maastricht. Die Lütticher wurden von Marc de Bade angeführt, aber die burgundischen Truppen unter Karl dem Kühnen behielten in diesem Konflikt die Oberhand. Am 20. Oktober 1465 gelang ihnen bei der Schlacht von Montaken der entscheidende Schlag gegen die Lütticher, was schließlich zum Frieden von Saint-Trond am 22. Dezember 1465 führte. Ludwig kam als Bischof wieder an die Macht, Lüttich verlor seine Eigenständigkeit, das Fürstentum wurde gezwungen, 304.000 Florin Schadenersatz für die Kriegsfolgen an Burgund zu zahlen und wurde ein Protektorat von Burgund.
Nach dem Tode von Philipp dem Guten im Juni 1467 forderten die Lütticher Bürger noch einmal den Bischof und die Burgunder heraus. Karl der Kühne, inzwischen Herzog von Burgund, stritt erneut für seinen Vetter Ludwig, versammelte ein Heer von ca. 25.0000 Mann und vernichtete die Rebellen unter Raes van Heers mit ca. 12.000 Mann und 500 Reitern am 28. Oktober 1467 in der Schlacht bei Brustem. Die Lütticher ließen drei- bis viertausend Tote auf dem Schlachtfeld zurück. Anschließend wurde Lüttich verwüstet.
Ein Jahr später zettelte der französische König im Geheimen erneut eine Revolte des Fürstentums Lüttich an. König Ludwig XI. begab sich in die Hände von Karl dem Kühnen. Der zwang den französischen König, sich an der Niederschlagung des Aufstands zu beteiligen und den Fürstbischof Ludwig zu unterstützen. Es endete mit einem Massaker an den Lüttichern.
Mit dem Tod Karls des Kühnen im Jahr 1477 kam Lüttich als Erbe praktisch wieder unter die Herrschaft des Deutschen Reiches, ein Resultat der Heirat zwischen Maria von Burgund, der einzigen Tochter Karls des Kühnen, mit Erzherzog Maximilian von Habsburg, dem späteren Kaiser. Allerdings verzichtete Maria am 19. März 1477 zugunsten von Ludwig von Bourbon auf ihren Anspruch auf das Fürstentum Lüttich. Mit seiner Rückkehr am 10. April schien Ludwig endlich am Ziel, die Lütticher huldigten ihm angesichts der erneut gewährten Unabhängigkeit und der Aufhebung der erzwungenen Friedensverträge.
Ludwigs Regentschaft gehört zu den düsteren Kapiteln der Geschichte Lüttichs. Der Konflikt zwischen Frankreich und dem Heiligen Römischen Reich Deutscher Nation begleitete die letzten Jahre seiner Regentschaft. Der französische König schürte erneut den Dissens zwischen der Bürgerschaft und dem Bischof.
1482 wurde er von Graf Wilhelm I. von der Mark, dessen schlechter Ruf auch in seinem Beinamen Eber der Ardennen zum Ausdruck kommt, angeblich mit einer Streitaxt erschlagen. Fest steht, dass Ludwig bei der Einnahme Lüttichs durch Wilhelm I. ums Leben kam und sich daraufhin rasch die Kunde verbreitete, dass Wilhelm I. sein Mörder sei. Beweisen lässt sich diese Darstellung aber nicht.

## Nachkommen
Ludwig war heimlich mit Katharina von Geldern (1439–1497), Tochter des Herzogs von Geldern Arnold von Egmond, verheiratet und hatte drei Söhne:
- Pierre de Bourbon, Baron von Busset (1464–1529); Kammerherr von Ludwig XII.[3] verheiratet seit 1498 mit Marguerite de Tourzel D'Alegre; Begründer der Nebenlinie Bourbon-Busset
- Louis de Bourbon (* 1465)
- Jacques de Bourbon (1466–1537), Johanniter, 1535 bis 1537 Großprior der Ordensprovinz Frankreich